# Buhin šaš
Buhin šaš (lat. Carex pulicaris), vrsta jednosupnice iz roda šaševa, porodica šiljovki, rasprostranjena po velikim područjima Europe, uključujući i Skandinaviju i Island. Raste i u Hrvatskoj, te Sloveniji, gdje je nazivaju bolšji šaš. U Hrvatskoj se vodi kao kritično ugrožena.
Naraste u visinu od 10 do 30cm